# Útdíj

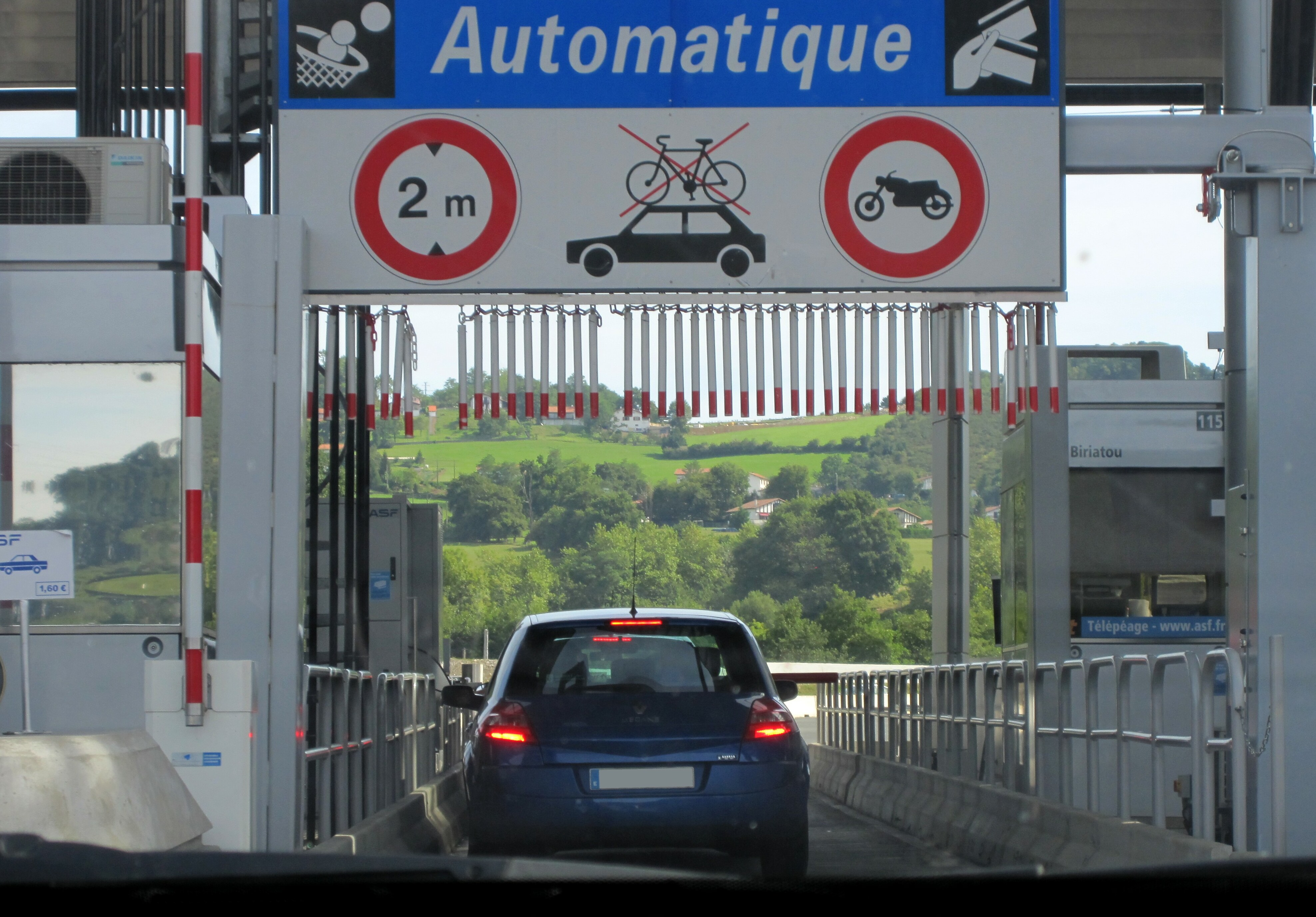
Automatikus útdíjszedő kapu

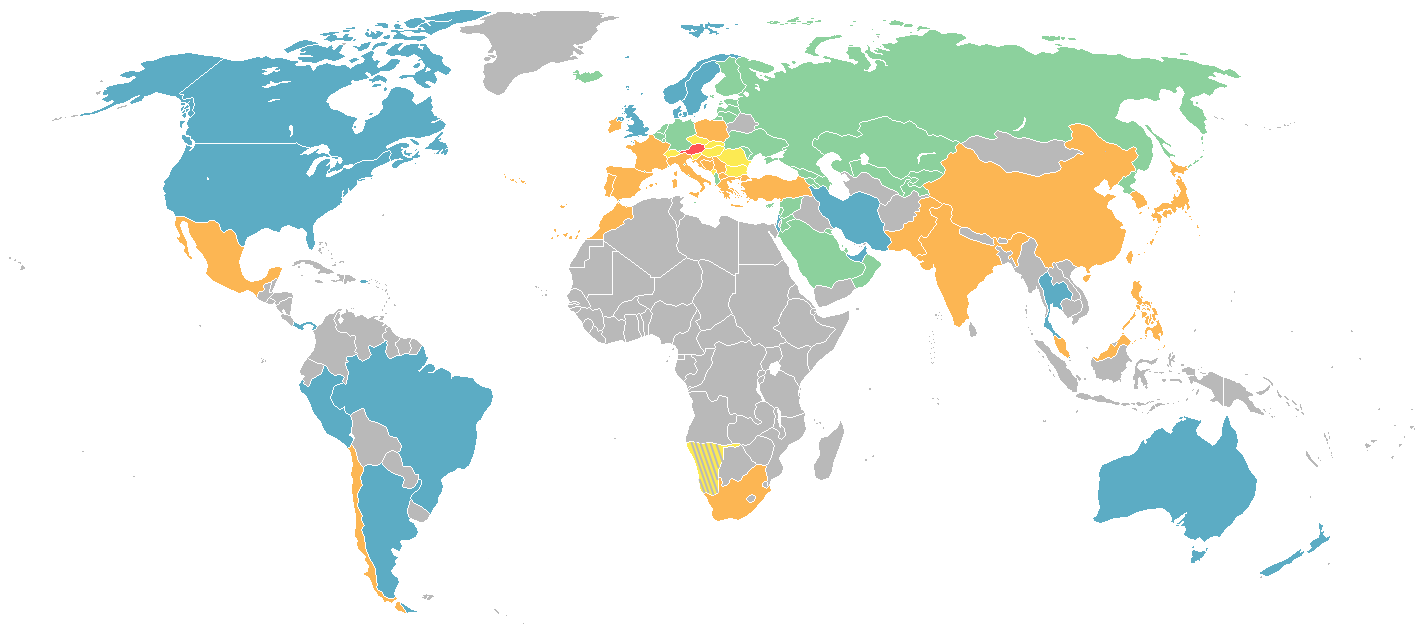
Személygépkocsik útdíjai országok szerint

Az útdíj egy olyan pénzbeli ellenérték, amelyet az úthasználatért kell megfizetni. Ennek révén az úthasználók közvetlenül is részt vállalnak az út megépítésének és fenntartásának finanszírozásából. A modern államokban jogszabályok határozzák meg, mely utak használatáért kell útdíjat fizetni, illetve mely utak használata ingyenes.

## Története
A történelem folyamán gyakran alkalmazták különböző változatait (pl. útvám, hídvám). 

## Fajtái
Az útdíjakon belül megkülönböztethetők városi útdíjak vagy dugódíjak (például a londoni dugódíj), illetve városok közötti főutakra kivetett úthasználati díjak (például a Magyarországon is alkalmazott autópályadíj).

## Magyarországon
Az útdíjakat jelenleg az autópályák, autóutak és főutak használatáért fizetendő, megtett úttal arányos díjról szóló 2013. évi LXVII. törvény szabályozza.

## Külső hivatkozások
- Európai autópályadíjak 2023 nyarán – tippek a turistaszezonra – Autópályamatrica.hu, 2023. június 16.